# Kurihara Yuzo
Kurihara Yuzo (栗原 勇蔵 Lật Nguyên Dũng Tàng,  sinh ngày 18 tháng 9 năm 1983 ở Seya-ku, Yokohama) là cầu thủ bóng đá người Nhật Bản hiện thi đấu cho đội bóng Yokohama F. Marinos tại J1 League.

## Sự nghiệp
Ngày 9 tháng 8 năm 2006, anh có màn ra mắt quốc tế cho Nhật Bản ở trận đấu giao hữu trước Trinidad và Tobago tại Sân vận động Olympic Quốc gia ở Tokyo khi anh được tung vào sân ở phút thứ 60 thay Tsuboi Keisuke.

## Thống kê sự nghiệp
| Đội tuyển bóng đá Nhật Bản | Đội tuyển bóng đá Nhật Bản | Đội tuyển bóng đá Nhật Bản |
| Năm                        | Trận                       | Bàn                        |
| -------------------------- | -------------------------- | -------------------------- |
| 2006                       | 1                          | 0                          |
| 2007                       | 0                          | 0                          |
| 2008                       | 0                          | 0                          |
| 2009                       | 0                          | 0                          |
| 2010                       | 4                          | 0                          |
| 2011                       | 3                          | 0                          |
| 2012                       | 5                          | 2                          |
| 2013                       | 7                          | 1                          |
| Tổng cộng                  | 20                         | 3                          |